# Liste der Biografien/Kalw
Liste der Biografien |
Portal Biografien |
Personensuche
# |
A |
B |
C |
D |
E |
F |
G |
H |
I |
J |
K |
L |
M |
N |
O |
P |
Q |
R |
S |
T |
U |
V |
W |
X |
Y |
Z |
?
 
Ka |
Kb |
Kc |
Kd |
Ke |
Kf |
Kg |
Kh |
Ki |
Kj |
Kl |
Km |
Kn |
Ko |
Kp |
Kr |
Ks |
Kt |
Ku |
Kv |
Kw |
Ky |
Kx |
Kz
 
Kaa–Kag |
Kah |
Kai |
Kaj |
Kak |
Kal |
Kam |
Kan |
Kao |
Kap |
Kar |
Kas |
Kat |
Kau |
Kav |
Kaw |
Kay |
Kaz
 
Kala |
Kalb |
Kalc |
Kald |
Kale |
Kalf |
Kalh |
Kali |
Kalj |
Kalk |
Kall |
Kalm |
Kaln |
Kalo |
Kalp |
Kals |
Kalt |
Kalu |
Kalv |
Kalw |
Kaly |
Kalz
Die Liste der Biografien führt alle Personen auf, die in der deutschsprachigen Wikipedia einen Artikel haben. Dieses ist eine Teilliste mit 11 Einträgen von Personen, deren Namen mit den Buchstaben „Kalw“ beginnt.

## Kalw

### Kalwa
- Kalwa, Jürgen (* 1952), deutscher Journalist und Buchautor
- Kałwa, Michał (* 1978), polnischer Skirennläufer und Freestyle-Skier

### Kalwe
- Kalweit, Alexandra (* 1977), deutsche Schauspielerin
- Kalweit, Hugo (1882–1970), deutscher Richter, Landgerichtspräsident, Vorsitzender des NS-Sondergerichts Braunschweig
- Kalweit, Käthe (1909–1950), deutsche Politikerin (SPD), MdL
- Kalweit, Paul (1867–1944), deutscher evangelischer Theologe
- Kalweit, Philipp (* 2000), deutscher Hacker, Unternehmer und IT-Berater
- Kalweit, Werner (* 1926), deutscher Wirtschaftswissenschaftler, MdV (SED)
- Kalwert, Günter (* 1930), deutscher Offizier und Militärjurist, zuletzt Generalmajor

### Kalwi
- Kalwitzki, Ernst (1909–1991), deutscher Fußballspieler

### Kalwo
- Kalwoda, Karl (1896–1951), österreichischer Schauspieler